# Sojoez TMA-14
Sojoez TMA-14 (Russisch: Союз ТМА-14) was een Sojoez missie naar het International Space Station (ISS) gelanceerd door een Sojoez FG raket. Het is een bemande missie om personeel van en naar het ISS te vervoeren. De missie begon op 25 maart 2008 om 11:49 UTC toen het ruimtevoertuig werd gelanceerd van LC-1 op Baikonoer Kosmodroom. Het bleef als reddingsschip aan het ISS gekoppeld tot het werd afgelost door Sojoez TMA-15. De terugkeer naar de aarde volgde in oktober 2009.

## Bemanning

### BemanningISS Expeditie 19
- Gennady Padalka  Rusland - Bevelhebber
- Michael Barratt  Verenigde Staten - Vluchtingenieur 1

### Wordt gelanceerd
- Charles Simonyi (2) Ruimtetoerist -  Verenigde Staten[1]

### Geland
- Guy Laliberté, Canadees ruimtetoerist

## Back-up Crew
- Maksim Surajev -  Rusland
- Shannon Walker -  Verenigde Staten
- Esther Dyson -  Verenigde Staten